# Имперский крест

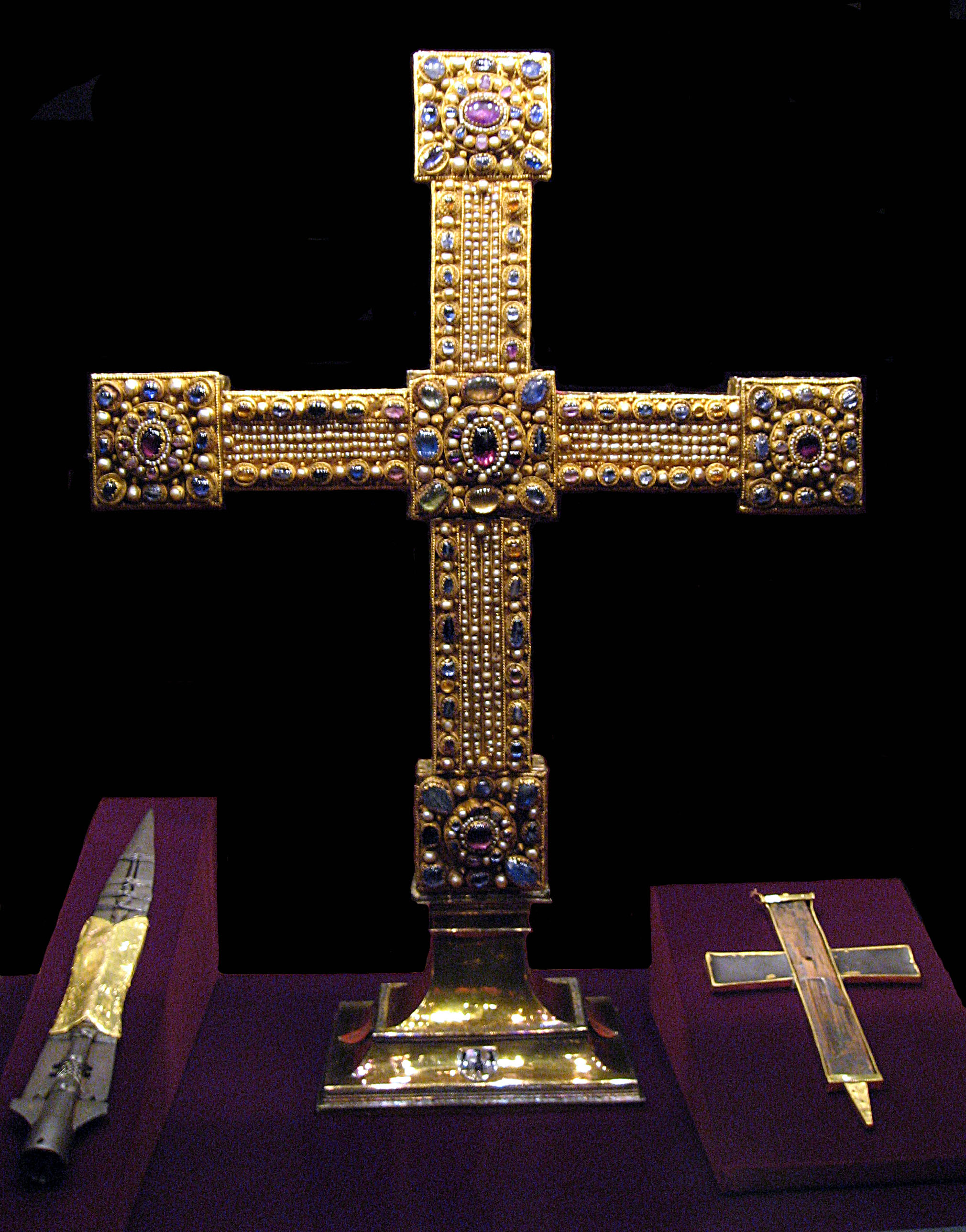
Копьё Лонгина, Имперский крест и Животворящий крест. Сокровищница Хофбургского замка

Имперский крест (нем. Reichskreuz) — крест-реликварий, является одним из экспонатов сокровищницы Хофбургского замка и символов Священной Римской Империи.
Имперский крест был изготовлен немецкими ювелирами около 1024—1025 года по заказу императора Конрада II. Реликварий предназначался для хранения имперских святых реликвий (Heiltümer des Reichs): Копья Святого Маврикия и частиц Животворящего Креста.

## Описание

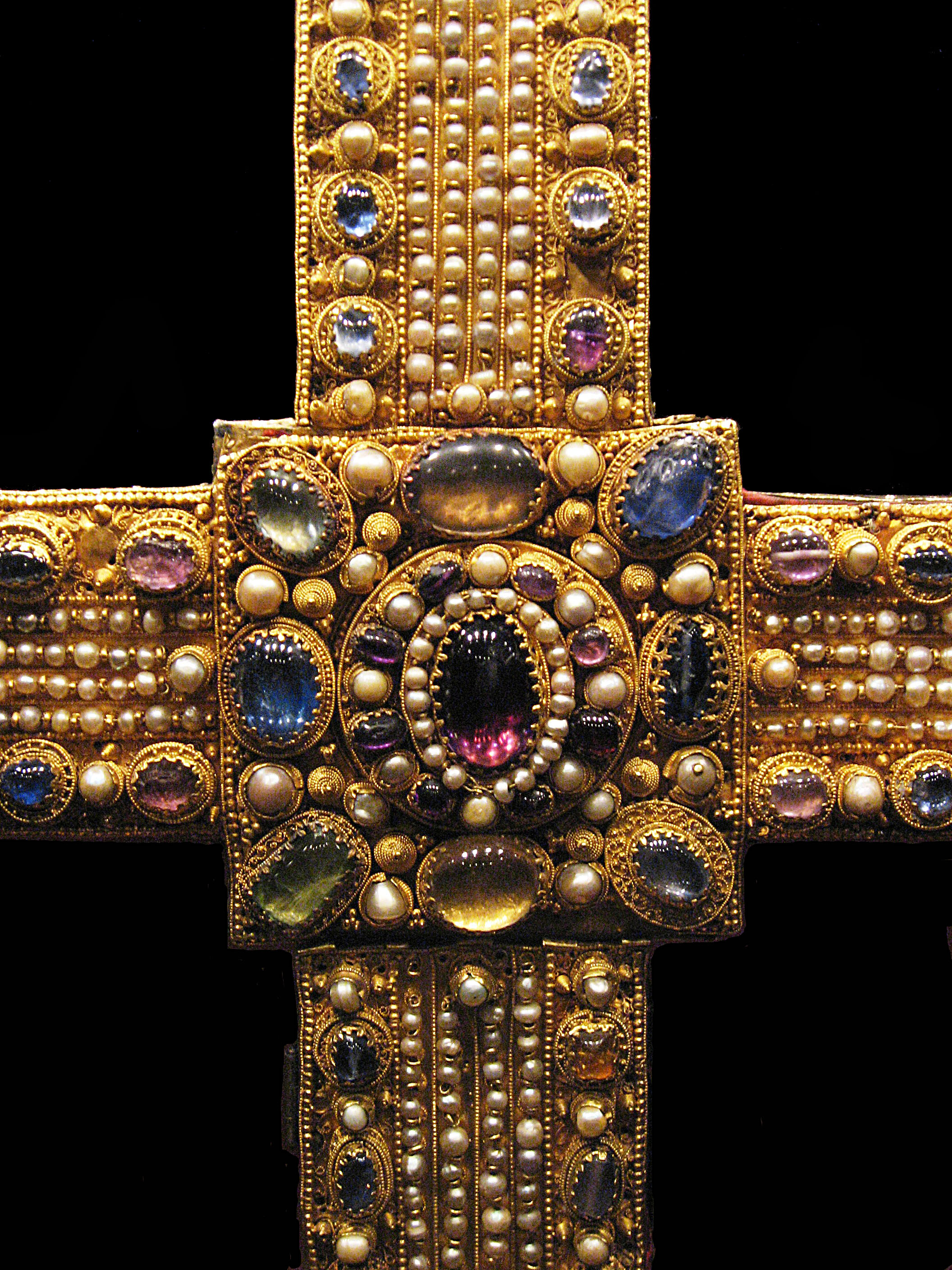
Средокрестие

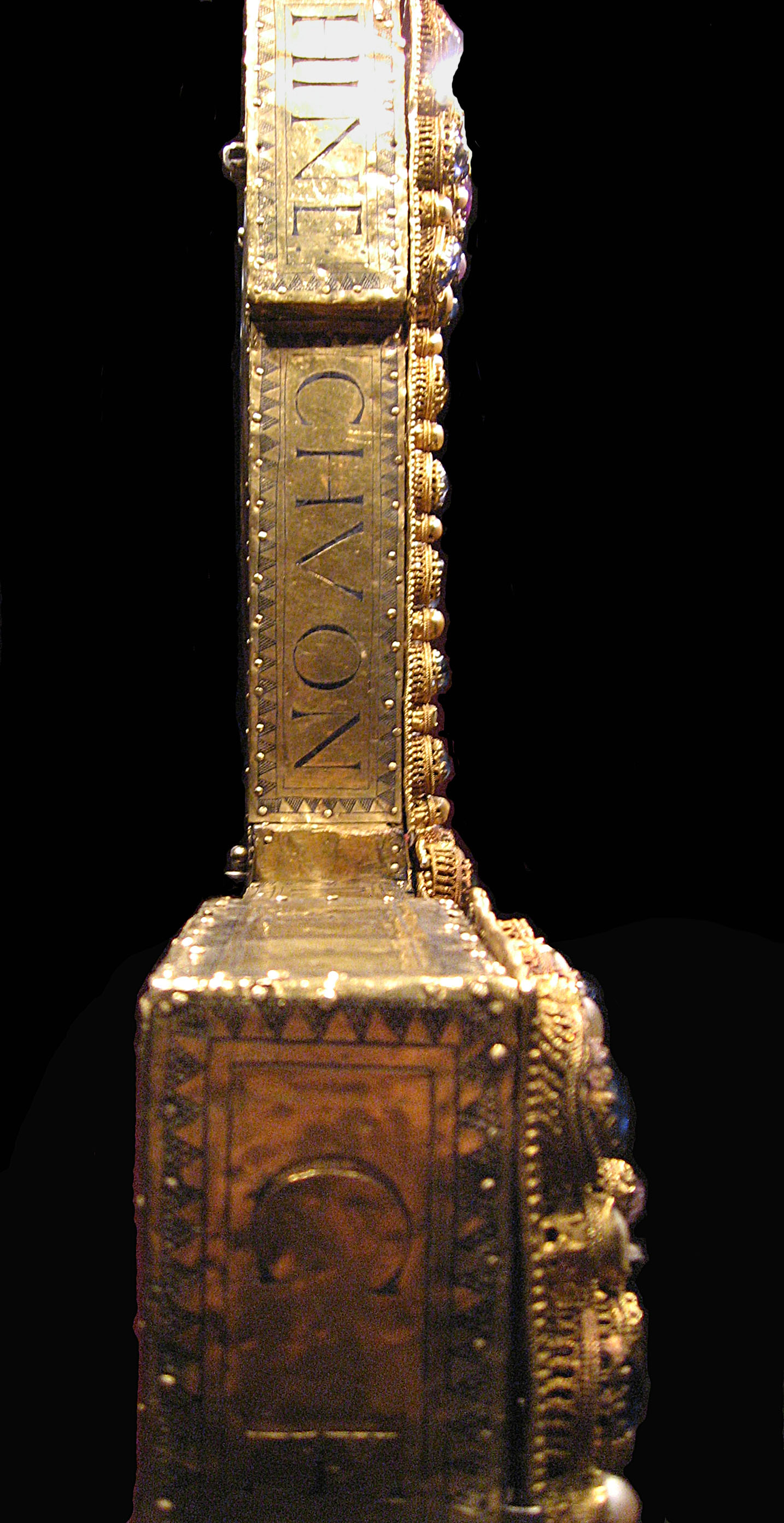
Вид сбоку

Имперский крест — это большой крест-реликварий, высота 78 см и длина перекладины 70,8 см. Закреплён на дубовой, покрытой золотой фольгой подставке и украшен с обеих сторон драгоценными камнями и жемчугом. По форме крест равноконечный, греческий, с квадратными накладками по концам и в средокрестии. Крест богато украшен кабошонами (неограненными драгоценными камнями) и жемчугом, которые вставлены в золотую филигранную оправу. Кто заказал крест неизвестно, но предполагают, что это мог быть восточно-франкский король и будущий император Конрад II или его предшественник Генрих II.
Высота артефакта с подставкой достигает 95,2 см. Подставка изготовлена в Праге в 1352 г. из позолоченного серебра и украшена эмалями. Её заказал император Карл IV.
По торцу креста выгравирована надпись на латыни:
ECCE : CRVCEM : DOMINI : FVGIAT : PARS : HOSTIS : INIQVI : † HINC : CHVONRADI : TIBI : CEDANT : OMNES : INIMICI :
«При виде Креста Господня злобный враг обратится в бегство и все враги отступят перед тобой, Конрад». Под «Конрадом» имеется в виду римско-германский император Конрад II, правивший в 1024—1039 гг.

## Содержимое креста
Крест представляет собой своеобразный пенал — внутри креста имеются открывающиеся с передней стороны пеналы-ковчежцы. В этих полостях хранились три частицы Животворящего Креста (в нижней вертикальной части), Святое Копье (в пенале поперечины) и другие реликвии.
Полости расположены в дубовой сердцевине, покрытой красной тканью.
Частицы Животворящего Древа — святыня, широко распространенная в средние века в храмах и монастырях как православного Востока (в четырех афонских обителях есть такие реликвии), так и Западной Европы. «Мир полон частицами святого Креста», — свидетельствовал уже в 348 г. святитель Кирилл Иерусалимский. В сообщениях палестинских паломников VI века упоминается также и «Копье, которым Христос был прободен в ребра, помещенное в деревянный крест в атриуме базилики Константина». Иерусалимский первоначальный крест с копьем и послужил, очевидно, образцом для создателей венского реликвария.

## Имперский символ
Осмысление креста как имперского символа, сакрального знака власти и победы, восходит к началу IV в. Как известно, Крест побеждающий появляется впервые на знаменах императора Константина Великого после ночного видения в канун решающей битвы за Рим в 312 г. Позже, при строительстве собора святого Петра, Константин пожертвовал в храм, среди прочих сокровищ, большой золотой крест с посвятительной надписью. Около 450 г. в Иерусалиме, на Голгофе, император Феодосий II устанавливает (или поновляет) большой золотой крест, воздвигнутый на месте Честного Древа. В образе Креста Победного римская идея триумфа (и его носителя — императора) соединилась с христианской символикой «Победы, победившей мир».
Эта, византийская в основе, идея Имперского Креста, как и другие элементы ритуального антуража Царьградского двора, были вскоре подхвачены на Западе. В «Карловых книгах», религиозно-политическом трактате, созданном при дворе Карла Великого, сказано: «Крест есть инсигния (царственный знак) нашего короля, с которым постоянно пребывают легионы его воинов».